# گنژئائول
گنژئائول (به لاتین: Genzheaul) یک منطقهٔ مسکونی در روسیه است که در داغستان واقع شده‌است.